# Manuel Romero Arvizu
Manuel Romero Arvizu, OFM (ur. 13 kwietnia 1919 w Etzatlán, zm. 6 października 2009 w Tepic) – meksykański biskup, prałat prałatury terytorialnej Jesús María del Nayar w stanie Nayarit, franciszkanin.

## Życiorys
Biskup Manuel Arvizu urodził się 13 kwietnia 1919 w Etzatlán w stanie Jalisco w rodzinie Francisco i Josefy Romero. 29 lipca 1938 został przyjęty do nowicjatu w meksykańskiej prowincji franciszkanów "San Francisco e Santiago" w Zapopan. Po złożeniu pierwszej profesji 30 lipca 1939, rozpoczął studia przygotowujące do przyjęcia sakramentu kapłaństwa. Profesję wieczystą złożył 30 lipca 1942. Został wyświęcony na kapłana 24 czerwca 1945. Przed wyborem na biskupa był gwardianem konwentu franciszkańskiego w Zapopan.
Papież Jan XXIII mianował go prałatem Prałatury Terytorialnej Jesús María del Nayar z tytularną siedzibą w Dusy 24 maja 1962. Sakrę biskupią nominat przyjął 15 sierpnia 1962 w Guadalajarze, w Kościele pw. św. Franciszka z Asyżu. Ingres do nowej siedziby biskupiej w Jesús María w stanie Nayarit miał miejsce 2 września tego samego roku. Biskup Arvizu odrestaurowywał siedziby kościelne na terenie nowej prałatury, które kiedyś należały do franciszkanów i jezuitów. Przy zakładaniu nowych placówek duszpasterskich kierowano się wówczas przedsoborowymi regułami w działalności misjonarskiej. Nowi misjonarze pracowali wśród etnicznych grup: Coras, Huiczoli, Metysów, Nahua i Tepehuanes. W odpowiedzi na encyklikę Populorum progressio papieża Pawła VI, wydaną w 1967, rozpoczęto na szerszą skalę tworzyć szkoły, warsztaty rzemieślnicze i spółdzielnie. Pod koniec lat 70. prałatura mogła poszczycić się pierwszymi kapłanami wywodzącymi się z jej terytorium. W latach rządów biskupa Arvizu wzrosła liczba parafii na terenie prałatury z 9 w 1966 do 15 pod koniec okresu pełnienia posługi prałata terytorialnego.
Biskup Arvizu uczestniczył we wszystkich czterech sesjach Soboru Watykańskiego II w latach 1962–1965. Przestał być tytularnym biskupem Dusy 15 lutego 1978, uzyskując tytuł Prałata Jesús María del Nayar. Rezygnację z urzędu złożył na ręce papieża Jana Pawła II 27 czerwca 1992. Jego następcą został, pochodzący również z zakonu franciszkańskiego, o. José Antonio Pérez Sánchez. Biskup Manuel Romero Arvizu zmarł w Tepic 6 października 2009.